# Lexington (Ohio)
Lexington ist ein Village in Richland County im US-Bundesstaat Ohio. Lexington hat 4.165 Einwohner (Volkszählung 2000) auf einer Fläche von 9,5 km². Lexington liegt etwa 10 km südwestlich von Mansfield und etwa 90 km nordöstlich von der Bundeshauptstadt Columbus.
Das Village of Lexington wurde 1813 von Amariah Watson, der aus Bakersville/Connecticut kam, gegründet. Er benannte das Dorf zu Ehren der Stadt Lexington in Massachusetts, wo der Amerikanische Unabhängigkeitskrieg begann. Der Ort ist die Geburtsstadt von William C. Grimes, einem Politiker und kurzzeitigem Gouverneur des Oklahoma Territory.